# Marzenna Drab
Marzenna Stefania Drab z domu Kacała (ur. 20 lutego 1956 w Grudziądzu) – polska polityk i urzędniczka samorządowa. W latach 2006–2007 wicewojewoda kujawsko-pomorski, posłanka na Sejm VI kadencji, w latach 2015–2018 podsekretarz stanu w Ministerstwie Edukacji Narodowej.

## Życiorys
Ukończyła studia w zakresie organizacji i kierowania przedsiębiorstwami na Wydziale Zarządzania i Marketingu Uniwersytetu Mikołaja Kopernika w Toruniu oraz podyplomowe studia z Rozwoju Regionalnego i Funduszy Strukturalnych Unii Europejskiej – Kierowanie Projektami na Wydziale Ekonomicznym Uniwersytetu Gdańskiego. Pracę zawodową rozpoczęła w Jednostce Wojskowej 3189 w Grupie, później pracowała w Urzędzie Miejskim w Grudziądzu oraz w banku PKO BP w Grudziądzu. We wrześniu 1992 została zatrudniona w Powiatowym Urzędzie Pracy, w grudniu 2002 została jego dyrektorem. W maju 2004 objęła stanowisko sekretarza urzędu miejskiego w Grudziądzu.
26 stycznia 2006 została wicewojewodą kujawsko-pomorskim, funkcję tę wykonywała do 2 listopada 2007. Od lipca do listopada 2006 pełniła obowiązki wojewody.
Zaangażowała się w działalność polityczną w ramach Prawa i Sprawiedliwości. W wyborach parlamentarnych w 2007 kandydowała z jego listy w okręgu toruńskim. Uzyskała mandat poselski, otrzymując 7396 głosów. W 2011 nie została ponownie wybrana. Od 2012 do 2014 pełniła funkcję wicestarosty powiatu aleksandrowskiego. Kandydowała bez powodzenia w 2014 do Parlamentu Europejskiego i do sejmiku kujawsko-pomorskiego, a w 2015 ponownie do Sejmu.
26 listopada 2015 powołana na podsekretarza stanu w Ministerstwie Edukacji Narodowej. W marcu 2018 została odwołana z tego stanowiska. Sprawowała funkcję przewodniczącej rady Fundacji Rozwoju Systemu Edukacji. Wystartowała następnie z listy PiS do niższej izby polskiego parlamentu w wyborach w 2019 i 2023.

## Życie prywatne
Jest mężatką, ma dwóch synów.